# 埃蒙·德瓦莱拉
埃蒙·德瓦莱拉（1882年10月14日—1975年8月29日），是愛爾蘭共和國第2任總理和第3任總統，亦是擔任愛爾蘭總理時間最長的人。
他的父親是西班牙裔的古巴人，母親是愛爾蘭裔的美國人，在美國出生。
| 前任： 肖恩·T·奧凱利                          | 第2任愛爾蘭下議院主席 1919年－1921年         | 第2任愛爾蘭下議院主席 1919年－1921年         | 繼任： 職位被廢除               |
| 前任： 托瑪斯·詹森                            | 第2任愛爾蘭反對黨領袖 1927年－1932年         | 第2任愛爾蘭反對黨領袖 1927年－1932年         | 繼任： 威廉·科斯格羅弗          |
| 前任： 威廉·科斯格羅弗                        | 第2任愛爾蘭自由邦行政會議主席 1932年－1937年 | 第2任愛爾蘭自由邦行政會議主席 1932年－1937年 | 繼任： 職位被廢除               |
| 前任： 愛爾蘭自由邦行政會議主席埃蒙·迪·華理拉 | 第1任愛爾蘭共和國總理 1932年－1948年         | 第1任愛爾蘭共和國總理 1932年－1948年         | 繼任： 約翰·阿洛伊西斯·科斯特洛 |
| 前任： 帕特里·麥基利                            | 第9任愛爾蘭共和國外務大臣 1937年－1948年     | 第9任愛爾蘭共和國外務大臣 1937年－1948年     | 繼任： 斯恩·麥把利特            |
| 前任： 理察·穆格希                            | 第2任愛爾蘭反對黨領袖 1948年－1951年         | 第2任愛爾蘭反對黨領袖 1948年－1951年         | 繼任： 約翰·阿洛伊西斯·科斯特洛 |
| 前任： 約翰·阿洛伊西斯·科斯特洛               | 第1任愛爾蘭共和國總理 1951年－1954年         | 第1任愛爾蘭共和國總理 1951年－1954年         | 繼任： 約翰·阿洛伊西斯·科斯特洛 |
| 前任： 約翰·阿洛伊西斯·科斯特洛               | 第2任愛爾蘭反對黨領袖 1954年－1957年         | 第2任愛爾蘭反對黨領袖 1954年－1957年         | 繼任： 約翰·阿洛伊西斯·科斯特洛 |
| 前任： 肖恩·T·奧凱利                          | 第3任愛爾蘭共和國總統 1959年－1973年         | 第3任愛爾蘭共和國總統 1959年－1973年         | 繼任： 厄斯金·漢密爾頓·奇爾德斯 |